# Шуфрич Олександр Несторович
Олекса́ндр Не́сторович Шу́фрич (нар. 6 листопада 1988) — український футболіст і футбольний функціонер. Нападник, грав за молодіжну команду «Закарпаття» (Ужгород). З літа 2011 — віцепрезидент ФК «Говерла-Закарпаття» (Ужгород). Син українського політика Нестора Шуфрича.
Закінчив Академію адвокатури України з відзнакою. Займав посаду голови студентського парламенту Академії. Виступав за футбольну команду Академії адвокатури, був її капітаном, мав прізвисько «Шуфа»
З літа 2011 — віцепрезидент ФК «Говерла-Закарпаття» (Ужгород).
З 2019 року грає за аматорський клуб «Partstore» в Ліга Bronze Всеукраїнського турніру з мініфутболу В9КУ Parimatch.

## Статистики кар'єри
| Сезон   | Команда                           | Ігри | Голи |
| ------- | --------------------------------- | ---- | ---- |
| 2007/08 | «Закарпаття» (дубль)              | 6    | 0    |
| 2009/10 | «Закарпаття» (молодіжна першість) | 1    | 0    |